# Ronaldo Correia de Brito
Ronaldo Correia de Brito (Saboeiro, Ceará, 2 de julho de 1951) é um escritor, médico e dramaturgo brasileiro. Radicado no Recife, formou-se em Medicina pela Universidade Federal de Pernambuco, 1975. Foi escritor residente da Universidade de Berkeley, participou de diversos eventos internacionais, como a Feira do Livro de Bogotá e o Salon du Livre de Paris. Recebeu homenagens por sua obra, como a da VIII Bienal Internacional do Livro de Pernambuco.
Sua carreira artística envolve as mais diferentes linguagens, como literatura, teatro e música. São de sua autoria Baile do Menino Deus (teatro), Faca (livro de contos), Galileia (romance ganhador do Prêmio São Paulo de Literatura), Estive lá fora (romance) e O amor das sombras (contos). Em 2013 foi um dos autores brasileiros convidados a participar da Feira do Livro de Frankfurt e da Jornada Literária de Pequim.Tem livros e contos traduzidos para o francês, espanhol, italiano, hebraico, inglês, alemão, romeno, búlgaro, finlandês e húngaro. Desde 2000, é colunista da Continente, revista mensal de cultura.

## Cronologia
- 1951 - Nasce em 2 de julho, na fazenda Lajedos em Saboeiro, Ceará.[6]
- 1956 - Muda-se com a família para o Crato, Ceará.
- 1969 - Muda-se para Recife, onde estuda para o vestibular.
- 1970 - Ingressa na Faculdade de Medicina da Universidade Federal de Pernambuco. Frequenta o Departamento de Extensão Cultural (DEC) da UFPE, dirigido pelo escritor Ariano Suassuna.
- 1975 - Com Assis Lima, Horácio Carelli e o músico Antônio José Madureira, produz o longa-metragem Lua Cambará, na bitola super 8.
- 1985 - Escreve a peça de teatro O Pavão Misterioso, baseado no cordel O Romance do Pavão Misterioso de José Camelo de Melo Rezende, publicada em livro de 2004.
- 1987 - Escreve a peça de teatro Bandeira de São João, publicada em 1996.
- 1989 - Seu livro de contos Três Histórias na Noite ganha Prêmio Governo do Estado de Pernambuco. É coautor, com Francisco Assis Lima, da peça teatral Arlequim, editada em livro em 2001.
- 1990 - Arlequim ganha o Prêmio Hermilo Borba Filho, do Governo do Estado de Pernambuco.
- 1992 - Escreve o texto e dá consultoria para o documentário sobre maracatus Sob o Sol, produção realizada para a emissora inglesa BBC.
- 1993 - Cria a Campanha de Arte Educação Caravana da Saúde, promovida pelas secretarias de saúde de vários municípios do Nordeste e pelo Ministério da Saúde.
- 1995 - Escreve a peça de teatro Retratos de Mãe.
- 1996 - Escreve a peça Malassombro, que ganha o Prêmio Mercosul de Teatro, durante o Festival de São José do Rio Preto, São Paulo.
- 2000 - Escreve a peça Auto das Portas do Céu. Torna-se colunista da revista Continente. É curador da exposição retrospectiva do desenho e da gravura brasileira Mestres do Desenho e da Gravura, realizada na Galeria Ária, do Recife. Dá curso sobre dramaturgia, baseado nas experiências documentadas em Brincadeira de Mateus, para o Centro de Formação e Pesquisa das Artes Cênicas, de Natal.
- 2001 - Escreve a peça de teatro Os Desencantos do Diabo. Trabalha como curador para o Museu de Arte Moderna Aloísio Magalhães (Mamam). Coordena o curso de formação de agentes culturais, para o Centro Apolo/Hermilo.
- 2003 - Escreve as peças de teatro Ópera do Fogo e O Reino Desejado, que é publicada na Revista de la Asociación de Directores de Escena de España, de Madri. Já o conto Cícera Candoia, do mesmo livro, é adaptado pelo cineasta Marcelo Gomes para o curta-metragem Tempo de Ira, dirigido pelas cineastas Marcélia Cartaxo (1963) e Gisella Mello. Realiza a curadoria da exposição Gilvan Samico (1928), do Desenho à Gravura para a Pinacoteca do Estado de São Paulo, que ganha o Grande Prêmio da Crítica da Associação Paulista de Críticos de Arte (APCA) no ano seguinte.
- 2004 - Baile do Menino Deus é encenado no formato de uma cantata natalina, na praça do Marco Zero, além de ser adquirido para o Programa Nacional Biblioteca Escolar.
- 2005 - A peça Arlequim é incluída no Programa Nacional do Livro. Trabalha como curador para o Museu Oscar Niemeyer, de Curitiba.
- 2009 - O romance Galileia ganha o Prêmio São Paulo de Literatura de melhor livro.[7]
- 2010 - Lança o livro de contos Retratos Imorais.
- 2011 - Lança, pela editora Alfaguara, os livros Arlequim de Carnaval e Bandeira de São João. É finalista do Prêmio Jabuti de Literatura com o livro Retratos Imorais.
- 2012 - Lança o romance Estive lá Fora.
- 2015 - Lança o livro de contos O Amor das Sombras.

## Literatura/Ficção
- Três Histórias na Noite - contos, 1989.
- Arlequim – teatro – CEPE – 1990.
- As Noites e os Dias – contos – Editora Bagaço – 1997.
- Faca – contos – Editora Cosac Naify – 2003.
- O Reino Desejado – teatro – Revista de La Associación de Directores de Escena de España – Madri, 2003.
- Livro dos Homens – contos – Editora Cosac  Naify – 2005.
- O Pavão Misterioso – prosa infantil – Editora Cosac&Naify – 2005.
- Bandeira de São João – teatro – Editora Objetiva – 2005.
- Arlequim – teatro – Editora Objetiva – 2005.
- Galileia – romance – Editora Alfaguara – 2008.
- Retratos Imorais – contos – Editora Alfaguara – 2010.
- Baile do Menino Deus – teatro – Editora Objetiva – 2011.
- Crônicas para Ler na Escola – crônicas – Editora Objetiva – 2011.
- Arlequim de Carnaval – teatro – Editora Alfaguara – 2011.
- Bandeira de São João – teatro – Editora Alfaguara – 2011.
- Estive lá Fora – romance – Editora Alfaguara – 2012.
- Le jour où Otacílio Mendes vit le soleil  – Chandeigne  –  2013 (em francês).
- Atlântico –  novela  – Mariposa Cartonera  –  2015.
- O Amor das Sombras  –  contos  –  Editora Alfaguara  –  2015.
- Dora sem véu - romance - Editora Alfaguara  –  2018.

## Teatro
- Baile do Menino Deus, 1983.  Prêmio Zilka Salaberry, 2007.
- Bandeira de São João, 1987.
- Arlequim, 1989.
- O Reino Desejado, 1993.
- Retratos de Mãe, 1995.
- Malassombro, 1996. Prêmio Mercosul de Teatro, durante o Festival de São José do Rio Preto, São Paulo, em 1999.
- Os Desencantos do Diabo, 2001.
- Ópera do Fogo, 2003.
- Nascimento da Bandeira, 2007.
- Duas Mulheres em Preto e Branco, 2012.

## Prêmios
1989
- Prêmio Governo do Estado de Pernambuco de Contos pelo livro Três Histórias na Noite.

1990
- Prêmio Hermilo Borba Filho do Governo de Pernambuco pelo livro Arlequim.

2009
- Prêmio São Paulo de Literatura – Melhor livro do Ano, com Galileia.[8]

2010
- Prêmio da Biblioteca Nacional – categoria contos, com Retratos Imorais.[9]

## Reconhecimentos
- Selecionado pelo Programa Nacional da Biblioteca Escolar – tiragem de 500 mil exemplares – com livro Baile do Menino Deus.
- Semifinalista do Prêmio Portugal Telecom com Livro dos Homens.
- Finalista do Prêmio Jabuti com Livro dos Homens (2006), Galileia (2009) e Retratos imorais (2011).
- Selecionado entre os Dez melhores livros do ano – jornal O Globo, com Livro dos Homens (2005), Galileia (2008) e Retratos Imorais (2010).
- Incluído no catálogo da White Ravens, 2005, com O Pavão Misterioso.
- Finalista do Prêmio Zafary Bourbon com Galileia.
- Semifinalista do Prêmio Portugal Telecom com Retratos Imorais.

## Homenagens Especiais
- Homenagem à Cultura – Concedido pela Universidade Estadual de Pernambuco, UPE, em 1997.
- Escritor Homenageado da VIIIª Bienal Internacional do Livro de Pernambuco.[10]